# تشاد باريت
تشاد باريت (بالإنجليزية: Chad Barrett)‏ (30 أبريل 1985 بسان دييغو في الولايات المتحدة - ) هو لاعب كرة قدم أمريكي في مركز الهجوم. شارك مع منتخب الولايات المتحدة تحت 18 سنة لكرة القدم ومنتخب الولايات المتحدة تحت 20 سنة لكرة القدم ومنتخب الولايات المتحدة تحت 23 سنة لكرة القدم ومنتخب الولايات المتحدة لكرة القدم. أما مع النوادي، فقد لعب مع سان خوسيه إيرثكويكس وسياتل ساوندرز وشيكاغو فاير ولوس أنجلوس غلاكسي ونادي تورونتو ونادي فوليرينغا ونيو إنجلاند ريفولوشن.

## مسيرته الكروية
لعب تشاد باريت خلال مسيرته الاحترافية مع 8 أندية في خمسة عشر موسمًا وسجل خلالها 58 هدفًا ضمن 283 مباراة. حيث فاز في موسمين بالكأس وفي موسمين بالدوري.
خاض تشاد باريت مسيرته مع نادي شيكاغو فاير في موسم 2005 ليلعب معه أربعة مواسم، مشاركًا في 82 مباراة سجل خلالها 18 هدفًا. ثم انتقل إلى نادي تورونتو في موسم 2008 واستمر معه طيلة ثلاثة مواسم، حيث شارك في 65 مباراة سجل خلالها 16 هدفًا. لينتقل بعدها إلى نادي لوس أنجلوس غلاكسي في عامي 2011-2013 ولمدة موسمين، مشاركًا في 45 مباراة سجل خلالها 8 أهداف. ثم انتقل إلى نادي فوليرينغا ما بين عامي 2012 و2013 لمدة موسم واحد، مشاركًا في 5 مباريات ولم يسجل أي هدف. هذا وانتقل لاحقًا إلى نادي نيو إنجلاند ريفولوشن ما بين عامي 2013 و2014 لمدة موسم واحد، مشاركًا في 19 مباراة سجل خلالها هدفين. ثم انتقل بعدها إلى Seattle Sounders (1994–2008) ‏ في عامي 2014-2016 ولمدة موسمين، مشاركًا في 44 مباراة سجل خلالها 12 هدفًا. ليعود وينتقل من جديد، لكن هذه المرة إلى نادي سان خوزيه إيرث كويكس ما بين عامي 2016 و2017 لمدة موسم واحد، مشاركًا في 20 مباراة سجل خلالها هدفين. لينتقل بعدها إلى نادي ريال سالت ليك ما بين عامي 2017 و2018 لمدة موسم واحد، مشاركًا في 3 مباريات ولم يسجل أي هدف.

## وصلات خارجية
- تشاد باريت على موقع الدوري الأمريكي (الإنجليزية)
- تشاد باريت على موقع قاعدة بيانات كرة القدم.إي يو (الإنجليزية)
- تشاد باريت على موقع ناشيونال فوتبول تيمز (الإنجليزية)
- تشاد باريت على موقع Soccerway.com (الإنجليزية)
- تشاد باريت على موقع عالم كرة القدم.نت (الإنجليزية)
- تشاد باريت على موقع AS.com (الإسبانية)